# Blainville (Quebec)
Blainville é uma cidade localizada na província de Quebec no Canadá.